# Amorphophallus glaucophyllus
Amorphophallus glaucophyllus är en kallaväxtart som beskrevs av Wilbert Leonard Anna Hetterscheid och Serebryanyi. Amorphophallus glaucophyllus ingår i släktet Amorphophallus och familjen kallaväxter. Inga underarter finns listade.